# الأخلاق والدين
التداخل بين الأخلاق والدين ينطوي على العلاقة بين وجهات النظر الدينية والأخلاق. من الشائع أن يكون لدى الأديان أطر قيمة فيما يتعلق بالسلوك الشخصي تهدف إلى توجيه أتباعها في التمييز بين الصواب والخطأ. وتشمل هذه الجواهر الثلاثية، والشريعة الإسلامية، والتعليم المسيحي للكاثوليكية، والطريق الثماني النبيل للبوذية، ومفهوم الزرادشتية "الأفكار الطيبة والكلمات الطيبة والأعمال الصالحة"، من بين أمورٍ أخرى. قد تحدّد مصادر مختلفة - مثل الكتب المقدسة، والتقاليد الشفهية والمكتوبة، والزعماء الدينيين - هذه الأطر وتفسّرها. تشترك بعض الأنظمة الدينية في مبادئها مع أطر القيم العلمانية مثل التبعية، والفكر الحر، والنفعية.
هناك من يعتقد بأن الدين والأخلاق ليسا مترادفين. فإن الأخلاق لا تعتمد بالضرورة على الدين، على الرغم من أن البعض يقدم افتراضًا شبه تلقائي بهذا التوافق. وفقًا لقاموس وستمنستر للأخلاق المسيحية، يجب تعريف الدين والأخلاق بشكلٍ مختلفٍ وليس لهما أي روابط تعريفية مع بعضهما البعض. من الناحية المفاهيمية والمبدئية، تُعدّ الأخلاق ونظام القيم الدينية نوعين متميزين من أنظمة القيم أو أدلة العمل. في نظر البعض، يمكن أن تتداخل الأخلاق والدين. يرى أحد التعريفات أن الأخلاق هي عمليةٌ نشطةٌ تتمثّل، على أقل تقديرٍ، في الجهد المبذول لتوجيه سلوك الفرد وعلاقته بالأسباب، أي القيام بما هو السبب الأفضل للقيام به، مع الوضع بعين الاعتبار مصالح جميع المتأثرين بذلك العمل. 
يمكن أن تختلف تقييم الأحكام بشكلٍ كبيرٍ بين وكذلك في تعاليم الأديان المختلفة، في الماضي والحاضر. قد يستمدّ الناس في بعض التقاليد الدينية مثل المسيحية أفكارًا عن الصواب والخطأ من القواعد والقوانين المنصوص عليها في الكتب الدينية وزعماء الدين. نظرية الأمر الإلهي توصي الأخلاق بالالتزام بالأوامر الرسمية في الكتاب المقدس. تعتمد الأديان مثل البوذية والهندوسية بشكلٍ عامٍ في تعالميها على بعض الشرائع الدينية الأوسع. وقد أبدى الباحثون اهتمامًا بالعلاقة بين الدين والجريمة وغيرها من السلوكيات التي لا تلتزم بالقوانين والأعراف الاجتماعية المعاصرة في بعض البلدان. الدراسات التي أجريت في السنوات الأخيرة تكشف هذه العلاقات، لكن النتائج كانت مختلطةً ومتناقضةً في بعض الأحيان. إن قدرة المعتقدات الدينية على توفير أطرٍ قيمةٍ مفيدةٍ ومتسقةٍ لا تزال موضع جدلٍ. وقد أكّد بعض المفسرين الدينيين أنه لا يمكن للمرء أن يعيش حياةً أخلاقيةً دون وجود مشرعٍ مطلقٍ كمرشدٍ. ويؤكد آخرون أن السلوك الأخلاقي لا يعتمد على المبادئ الدينية، و/أو أن المبادئ التوجيهية الأخلاقية تختلف بمرور الزمان والمكان بدلاً من أن تظلّ مطلقةً. ويشير العلمانيون (مثل كريستوفر هيتشنز) إلى التحديات الأخلاقية داخل مختلف الأديان والتي تتعارض مع الأعراف الاجتماعية المعاصرة.

## العلاقة بين الدين والأخلاق
ضمن نطاقٍ واسعٍ من التقاليد الأخلاقية، تتعايش التقاليد الدينية مع أطر القيم العلمانية مثل الإنسانية، والنفعية، وغيرها. هناك أنواعٌ عديدةٌ من القيم الدينية؛ فالديانات التوحيدية مثل الإسلام واليهودية والمسيحية (وإلى حدٍ ما أخرى مثل السيخية) تحدّد الصواب والخطأ من خلال القوانين والقواعد التي وضعتها شرائع الدين. تميل التقاليد الدينية الأخرى إلى أن تكون أقل مطلقةً. على سبيل المثال، في البوذية، تلعب نية الفرد والظروف دورًا في تحديد ما إذا كان الفعل صحيحًا أم خطأً. وتشير باربرا ستولر ميلر إلى وجود تباينٍ إضافيٍ بين أخلاق التقاليد الدينية، قائلةً إنه في الهندوسية، "عمليًا، يتم تحديد الصواب والخطأ وفقًا لفئات المرتبة الاجتماعية، والقرابة، ومراحل الحياة. بالنسبة للغربيين المعاصرين، الذين نشأوا على مُثُل العالمية والمساواة، تعدّ هذه النسبية للقيم والالتزامات هي الأكثر صعوبةً في الفهم في الهندوسية."

وفقًا لستيفن جوكروجر: "كان من المفترض عمومًا في القرن السابع عشر أن الدين هو الأساس الفريد للأخلاق، وأنه بدون الدين، لا يمكن أن تكون هناك أخلاقٌ". تغيّر هذا الرأي ببطءٍ مع مرور الوقت. في عام 1690م، أكّد بيير بايل أن الدين "ليس ضروريًا ولا كافيًا للأخلاق". المصادر الحديثة تفصِل بين المفهومين. على سبيل المثال، يقول قاموس وستمنستر للأخلاق المسيحية:
بالنسبة للعديد من المتدينين، فإن الأخلاق والدين هما نفس الشيء أو لا ينفصلان؛ فإما أن تكون الأخلاق جزءًا من الدين، أو أن الدين هو الأخلاق. بالنسبة للآخرين، وخاصةً بالنسبة للأشخاص غير المتدينين، فإن الأخلاق والدين منفصلان ويمكن فصلهما؛ قد يكون الدين غير أخلاقيٍ، والأخلاق قد تكون أو ينبغي أن تكون غير دينيةٍ. حتى بالنسبة لبعض المتدينين فإن الأمرين مختلفان ويمكن فصلهما.
يؤكد ريتشارد باولا وليندا إلدر من مؤسسة التفكير النقدي أن "معظم الناس يخلطون بين الأخلاق والتصرف وفقًا للأعراف الاجتماعية والمعتقدات الدينية والقانون". ويفصلون مفهوم الأخلاق عن هذه المواضيع قائلين:
إن الدور الصحيح للتفكير الأخلاقي هو تسليط الضوء على نوعين من الأفعال: تلك التي تعزز رفاهية الآخرين - والتي تستحق الثناء - وتلك التي تضرّ أو تقلل من رفاهية الآخرين - وبالتالي تستحق الانتقاد.
ويشيرون إلى المشاكل التي يمكن أن تنشأ إذا حددت الأديان الأخلاق، مثل:
1. من المحتمل أن يتم تصنيف الممارسات الدينية مثل "تعذيب الكفار أو حرقهم أحياء" على أنها "أخلاقية"
2. عدم وجود أساسٍ دينيٍ مشتركٍ عبر البشرية لأن الأديان تقدّم تعريفاتٍ لاهوتيةً مختلفةً لفكرة الخطيئة

ويشيرون أيضًا إلى أن وثائق مختلفةٍ، مثل إعلان الأمم المتحدة لحقوق الإنسان، تضع مفاهيم ومبادئ أخلاقية "عبر الثقافات" و"عبر الأديان" - مثل العبودية والإبادة الجماعية والتعذيب والتمييز الجنسي والعنصرية والقتل والاعتداء والاحتيال والخداع والترهيب - الذي لا يتطلب الاعتماد على الدين أو الأعراف الاجتماعية، لكي تُعتبر تلك الأمور "خطأً أخلاقياً".
يشير أرمين جيرتز إلى أن "الافتراض القديم بأن الدين ينتج الأخلاق والقيم، ليس هو الفرضية الوحيدة للدين".

## الأطر الدينية
توفّر الأديان طرقًا مختلفةً للتعامل مع المعضلات الأخلاقية. على سبيل المثال، لا يوجد حظرٌ مطلقٌ للقتل في الهندوسية، التي تعترف بأن القتل "قد يكون حتميًا وضروريًا بالفعل" في ظروفٍ معينةٍ. تنظر التقاليد المسيحية إلى أفعال معينةٍ - مثل الإجهاض أو الطلاق - بعباراتٍ أكثر مطلقة. في حالة الطلاق، وجدت دراسةٌ أجرتها مجموعة بارنا عام 2008م أن بعض الطوائف لديها معدل طلاقٍ أعلى بكثيرٍ من تلك الموجودة في المجموعات الديموغرافية غير الدينية والملحدين. ومع ذلك، كان لدى الكاثوليك والمسيحيين الإنجيليين أدنى معدلات الطلاق، وكانت المجموعة اللاأدرية/الملحدة لديها أقل عددٍ من المتزوجين على الإطلاق.
وفقًا لتوماس ديكسون، "كثيرون اليوم... يجادلون بأن المعتقدات الدينية ضروريةٌ لتوفير التوجيه الأخلاقي ومعايير السلوك الفاضل في عالمٍ فاسدٍ وماديٍ ومنحطٍ." وفي نفس السياق، لاحظ اللاهوتي المسيحي رون رودس أنه "من المستحيل تمييز الشرّ من الخير ما لم يكن لدى المرء نقطةٌ مرجعيةٌ لا نهائيةٌ وهي الخير المطلق". يقول توماس ديكسون: "من المؤكد أن الأديان توفر إطارًا يمكن للناس من خلاله أن يتعلموا الفرق بين الصواب والخطأ".
توفر الأديان أساليب مختلفةٍ لنشر وإعلان وإدانة الواجبات والقرارات الأخلاقية للأفراد. قد تتبنى الطبقة الكهنوتية دور الأوصياء الأخلاقيين. في بعض الأحيان، تعمل السلطات الدينية وسلطات الدولة بشكلٍ جيدٍ جنبًا إلى جنب مع مراقبة الأخلاق، كما في حالة الملوك الإلهيين، في أوروبا في العصور الوسطى أو في ولاية ماساتشوستس الاستعمارية. لكن الكهنوت قد يصبحون معتمدين على السلطات العلمانية (شكلٌ من أشكال القيصرية البابوية) للإصدار والمعاقبة؛ أو قد يأتي الكهنة للتركيز على طقوس أو احتفالات مهمةٍ ويتركون الطريق مفتوحًا للدعاة الخارجيين للإحياء الأخلاقي - مثل الأنبياء في اليهودية، محمد في الجزيرة العربية، أو البيوريتانيين وغير الملتزمين في إنجلترا. قد يتطور الكهنة مع مرور الوقت إلى تناقضات تقليديةٍ أو جغرافيةٍ في تعاليمهم الأخلاقية - مع احتمال أن يصبح المبدعون الدينيون هرطقة وينقسمون إلى طوائف مختلفةٍ. في هذا النوع من المواقف، قد يوفّر القانون الأخلاقي المكتوب (ربما كجزءٍ من الكتب المقدسة) توحيدًا مفيدًا (حتى لو كان غير مرنٍ في بعض الأحيان). تفسير مثل هذه القوانين المكتوبة قد ينتقل إلى أمثال المحامين الكنسيين المسيحيين أو العلماء الإسلاميين. بشكلٍ عامٍ، قد لا يكون لدى الفرد المؤمن المرتبط بدينٍ متطورٍ سوى مساحةٍ صغيرةٍ نسبيًا لاتخاذ خياراتٍ أخلاقيةٍ شخصيةٍ.

## الأبعاد الدينية والاجتماعية
تعتبر دراسة الدين والأخلاق مثيرةً للجدل بسبب الاختلافات المفاهيمية. وجهات النظر العرقية حول الأخلاق، والفشل في التمييز بين المجموعة والإيثار خارج المجموعة، والتعريف غير المتسق للتديّن، كلها عوامل تساهم في نتائج متضاربة. يمكن أن تؤدي العضوية في مجموعةٍ دينيةٍ إلى زيادة التحيّز في السلوك تجاه أعضاء المجموعة مقابل أعضاء المجموعة الخارجية، وهو ما قد يفسر انخفاض عدد الأصدقاء بين الأعراق وزيادة الموافقة على التعذيب بين أعضاء الكنيسة. علاوةً على ذلك، أظهرت بعض الدراسات أن الدافع الاجتماعي الديني يكون مدفوعًا في المقام الأول بالرغبة في الظهور بمظهرٍ اجتماعيٍ إيجابيٍ، وهو ما قد يكون مرتبطًا بالرغبة في تعزيز المجموعة الدينية. قد تؤثر أيضًا الإيجابية الاجتماعية ذات الدوافع الأنانية على التقارير الذاتية، مما يؤدي إلى نتائج متحيزةٍ. يمكن أن تكون تقييمات الأقران متحيزةً بسبب الصور النمطية، وتكون المؤشرات على الانتماء الجماعي للشخص كافيةً لتحيّز التقارير.
وتماشيًا مع النتائج الأخرى التي تشير إلى أن الإنسانية الدينية موجهةٌ إلى حدٍ كبيرٍ إلى أعضاء المجموعة، فقد ارتبطت الهوية الدينية الأكبر والتديّن الخارجي الأكبر والأصولية الدينية الأكبر بالتحيّز العنصري. ويتوافق هذا مع حقيقةٍ مفادها أن 50% من التجمعات الدينية في الولايات المتحدة تعاني من الفصل العنصري، وأن 12% منها فقط تتمتع بدرجةٍ من التنوّع.
وفقًا لبحثٍ عالميٍ أجرته مؤسسة غالوب على أشخاصٍ من 145 دولةٍ، أفاد أتباع جميع الديانات العالمية الرئيسية الذين حضروا الخدمات الدينية في الأسبوع الماضي عن معدلاتٍ أعلى من الكرم مثل التبرع بالمال، والتطوّع، ومساعدة الغرباء مقارنةً بإخوانهم في الدين الذين فعلوا ذلك. وحتى بالنسبة للأشخاص غير المتدينين، فإن أولئك الذين قالوا إنهم حضروا الخدمات الدينية في الأسبوع الماضي أظهروا سلوكيات أكثر سخاء. أظهرت دراسةٌ عالميةٌ أخرى أجرتها مؤسسة غالوب على أشخاص من 140 دولةٍ أن الأشخاص المتدينين للغاية هم أكثر عرضةً لمساعدة الآخرين من حيث التبرّع بالمال، والتطوع، ومساعدة الغرباء على الرغم من أن دخلهم، في المتوسط، أقل من أولئك الأقل تدينًا أو غير المتدينين.
أظهرت إحدى الدراسات حول المشاعر المؤيدة للمجتمع أن الأشخاص غير المتدينين كانوا أكثر ميلًا لإظهار الكرم في أعمال اللطف العشوائية، مثل إقراض ممتلكاتهم وتقديم مقعدٍ في حافلةٍ أو قطارٍ مزدحمٍ. كان المتدينون أقل ميلاً عندما يتعلق الأمر برؤية مدى التعاطف الذي حفّز المشاركين على العمل الخيري بطرقٍ أخرى، مثل إعطاء المال أو الطعام لشخصٍ بلا مأوى وغير المؤمنين.
وجدت دراسةٌ أن المتدينين كانوا أكثر إحسانًا من نظرائهم غير المتدينين. وكشفت الدراسة أن أربعين بالمائة من الأمريكيين الذين يحضرون خدمات العبادة يتطوعون بانتظامٍ لمساعدة الفقراء وكبار السن مقابل 15٪ من الأمريكيين الذين لا يحضرون الخدمات مطلقًا. علاوةً على ذلك، كان الأفراد المتدينون أكثر عرضةً للتطوع في برامج المدارس والشباب (36% مقابل 15%)، أو في الأحياء أو المجموعات المدنية (26% مقابل 13%)، وفي الرعاية الصحية (21% مقابل 13%)، مقارنة بالأفراد غير المتدينين. وأظهرت أبحاث أخرى وجود ارتباطاتٍ مماثلةٍ بين التديّن والعطاء.
تظهر بعض الدراسات العلمية أن درجة التدين ترتبط بشكلٍ عامٍ بالمواقف الأخلاقية العليا  - على سبيل المثال، تشير الدراسات الاستقصائية إلى وجود علاقةٍ إيجابيةٍ بين الإيمان والإيثار.
العلاقة الشاملة بين الإيمان والجريمة غير واضحة. وجدت مراجعة أجريت عام 2001م للدراسات حول هذا الموضوع أن "الأدلة الموجودة المحيطة بتأثير الدين على الجريمة متنوعةٌ ومتنازعٌ عليها وغير حاسمةٍ، ولا توجد حاليًا إجابةٌ مقنعةٌ فيما يتعلق بالعلاقة التجريبية بين الدين والجريمة". تم إجراء عشرات الدراسات حول هذا الموضوع منذ القرن العشرين. تجادل دراسةٌ أجراها جريجوري س. بول عام 2005م بوجود علاقةٍ إيجابيةٍ بين درجة التديّن العام في المجتمع وبعض مقاييس الخلل الوظيفي، ومع ذلك، يؤكد تحليل نُشر لاحقًا في نفس المجلة أن عددًا من المشكلات المنهجية والنظرية تقوّض أي نتائج أو استنتاجات مأخوذة من نفس البحث. وفي ردٍ آخر، يبني غاري جنسن على دراسة بول ويحسّنها.  واستنتاجه هو وجود "علاقة معقدة" بين التدين والقتل "حيث تشجّع بعض أبعاد التدين على القتل وأبعاد أخرى لا تشجعه".
تشير بعض الأعمال إلى أن بعض المجتمعات ذات التدين الأقل لديها معدلات جريمةٍ أقل - وخاصةً جرائم العنف، مقارنةً ببعض المجتمعات ذات التدين الأعلى.  يشير فيل زوكرمان إلى أن الدنمارك والسويد، "وهما على الأرجح الدولتان الأقل تدينًا في العالم، وربما في تاريخ العالم،" تتمتعان "بأدنى معدلات جرائم العنف في العالم وأدنى مستويات الفساد في العالم". ومع ذلك، أشار زوكرمان إلى أن أيًا من هذه الارتباطات لا يعني أن الإلحاد وعدم التدين يسببان الرفاهية الاجتماعية، بل إن الأمن الوجودي هو ما يسمح للإلحاد وعدم الدين بالازدهار في هذه المجتمعات. 
تعترف الأبحاث الحديثة في علم الجريمة أيضًا بوجود علاقةٍ عكسيةٍ بين الدين والجريمة، مع وجود بعض الدراسات التي تثبت هذه العلاقة. وخلّص التحليل لستين دراسةٍ حول الدين والجريمة إلى أن "السلوكيات والمعتقدات الدينية تمارس تأثيرًا رادعًا معتدلًا على السلوك الإجرامي للأفراد". ومع ذلك، في كتبه عن المادية في الكنائس الإنجيلية في الأمريكتين، يتهم رون سيدر زملائه المسيحيين بالفشل في القيام بعملٍ أفضل من نظرائهم العلمانيين في نسبة الالتزام بالمعايير الأخلاقية السائدة على نطاقٍ واسعٍ (مثل الكذب والسرقة والخيانة الجنسية).
تشير دراسة أجرتها جامعة ولاية جورجيا ونشرت في المجلة الأكاديمية لعلم الجريمة النظرية إلى أن الدين يساعد المجرمين على تبرير جرائمهم وقد "يشجعها".  وخلّص البحث إلى أن "العديد من مرتكبي الجرائم في الشوارع يتوقعون الموت المبكر، مما يجعلهم أقل عرضةً لتأخير الإشباع، وأكثر عرضةً لخصم التكاليف المستقبلية للجريمة، وبالتالي أكثر عرضةً للإجرام".

## نقد القيم الدينية
يمكن أن تختلف القيم الدينية عن المواقف الأخلاقية المعاصرة الشائعة، مثل تلك المتعلقة بالقتل، والفظائع الجماعية، والعبودية. على سبيل المثال، يذكر سايمون بلاكبيرن أن "المدافعين عن الهندوسية يدافعون أو يفسرون تورطها في النظام الطبقي، والمدافعون عن الإسلام يدافعون أو يفسرون قانون العقوبات القاسي أو موقفه تجاه النساء والكفار". وفيما يتعلق بالمسيحية، يذكر أنه "يمكن قراءة الكتاب المقدس على أنه يعطينا تفويضًا مطلقًا للمواقف القاسية تجاه الأطفال، والمعاقين عقليًا، والحيوانات، والبيئة، والمطلقين، وغير المؤمنين، والأشخاص ذوي العادات الجنسية المختلفة، والنساء المسنات". ويقدّم أمثلةً مثل التي "ساعدت على حرق عشرات أو مئات الآلاف من النساء أحياء في أوروبا وأمريكا": "لن تسمح لساحرة أن تعيش"، ويشير إلى أن إله العهد القديم يبدو أنه "ليس لديه مشاكل مع مجتمع يملك العبيد"، ويعتبر تحديد النسل جريمةً يعاقب عليها بالإعدام، و"حريصٌ على إساءة معاملة الأطفال". تلاحظ بلاكبيرن موضوعات مشبوهة أخلاقيًا في العهد الجديد للكتاب المقدس أيضًا.
قال الفيلسوف ديفيد هيوم: "لقد وجد أن أعظم الجرائم، في كثيرٍ من الحالات، تتوافق مع التقوى والإخلاص الخرافيين؛ ومن ثم فإنه من غير الآمن استخلاص أي استنتاجٍ لصالح أخلاق الإنسان، من الحماسة أو صرامة شعائره الدينية، مع أنه هو نفسه يعتقدها صادقةً". 

قال برتراند راسل: "هناك أيضًا، في معظم الأديان، مبادئ أخلاقية محددة تسبب ضررًا واضحًا. إن الإدانة الكاثوليكية لتحديد النسل، إذا أمكن أن تسود، من شأنها أن تجعل التخفيف من حدة الفقر وإلغاء الحرب مستحيلاً. والمعتقدات الهندوسية التي تعتبر البقرة حيوانًا مقدسًا، ومن الشرير أن يتزوج الأرامل مرةً أخرى، مما يسبب معاناةً لا داعي لها".  يؤكد ذلك
تجد هذه الحقيقة الغريبة، أنه كلما كان الدين أكثر حدةً في أي فترةٍ، وكلما كان الاعتقاد العقائدي أعمق، كلما كانت القسوة أكبر وكان الوضع أسوأ. تجد عندما تنظر حول العالم أن كل جزءٍ من التقدم في الشعور الإنساني، كل تحسنٍ في القانون الجنائي، كل خطوةٍ نحو تقليل الحرب، كل خطوةٍ نحو معاملةٍ أفضل للأجناس الملونة، أو كل تخفيفٍ للعبودية، كل التقدم الأخلاقي الذي حدث في العالم، عارضته الكنائس المنظمة في العالم باستمرار. 
وفقًا لبول كوبان، تُظهر القوانين اليهودية في الكتاب المقدس تطورًا في المعايير الأخلاقية تجاه حماية الضعفاء، وفرض عقوبة الإعدام على أولئك الذين يسعون إلى العبودية القسرية وتحديد العبيد كأشخاصٍ وليس ممتلكاتٍ.
وفقًا لبرتراند راسل: "يفشل رجال الدين بالضرورة بطريقتين كمعلمين للأخلاق. فهم يدينون الأفعال التي لا تسبب ضررًا ويتغاضون عن الأفعال التي تسبب ضررًا كبيرًا". ويستشهد بمثال رجل دينٍ حذره طبيبٌ من أن زوجته ستموت إذا أنجبت طفلاً آخر (العاشر)، لكنه حملها بغض النظر، مما أدى إلى وفاتها. "لم يدينه أحدٌ، واحتفظ بمنصبه وتزوج مرةً أخرى. وطالما استمر رجال الدين في التغاضي عن القسوة وإدانة المتعة "البريئة"، فلن يتمكنوا إلا من إلحاق الأذى بكونهم أوصياء على أخلاق الشباب". 
ويذكر راسل أيضًا أن "الشعور بالخطيئة الذي يسيطر على العديد من الأطفال والشباب وغالبًا ما يستمر حتى وقتٍ لاحقٍ من الحياة هو بؤسٌ ومصدر تشويهٍ ولا يخدم أي غرضٍ مفيدٍ من أي نوعٍ". يعترف راسل بأن المشاعر الدينية، تاريخيًا، أدت أحيانًا إلى سلوكٍ مقبولٍ أخلاقيًا، لكنه يؤكد أنه "في يومنا هذا، [1954]، يرتبط الخير الذي يمكن القيام به عن طريق إسناد أصلٍ لاهوتيٍ للأخلاق ارتباطًا وثيقًا بالأخلاق" من الشرور العظيمة حتى يتضاءل الخير في مقابله".

## الأخلاق والعلمانية

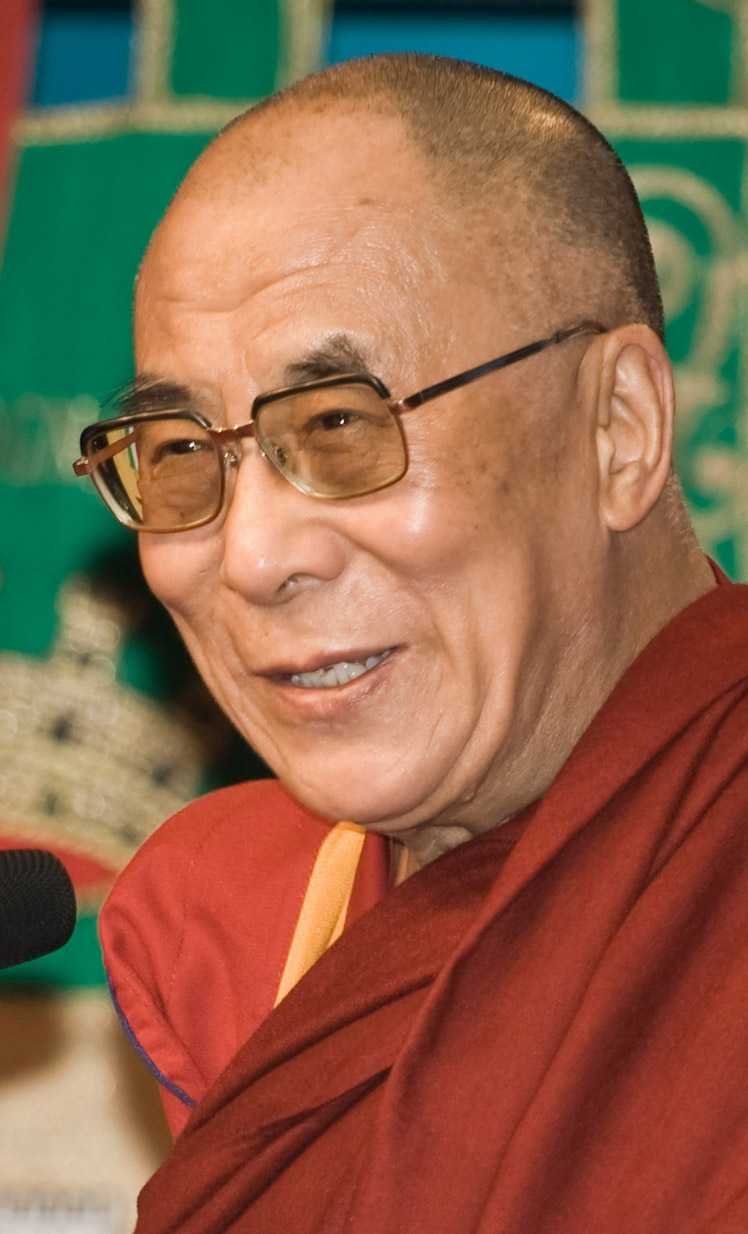
الدالاي لاما الرابع عشر ، تنزين جياتسو، عام 2007

هناك عددٌ من أطر القيم العلمانية، مثل التبعية، والفكر الحر، والإنسانية، والنفعية. ومع ذلك، كانت هناك وجهات نظرٍ متعارضةٍ حول قدرة الأطر الأخلاقية الدينية والعلمانية على توفير أدلةٍ مفيدةٍ للأفعال الصحيحة والخاطئة.
لقد دعم العديد من المعلقين غير المتدينين قدرة أطر القيم العلمانية على تقديم أدلةٍ مفيدةٍ. يرى برنارد ويليامز أنه "إما أن تكون دوافع المرء لاتباع كلمة الله الأخلاقية هي دوافع أخلاقية، أو أنها ليست كذلك. فإذا كانت كذلك، فهذا يعني أن المرء مجهزٌ بالفعل بدوافع أخلاقية، ولا يضيف إدخال الله شيئًا إضافيًا. ولكن إذا كانوا كذلك، ليست دوافع أخلاقية، فإنها ستكون دوافع من النوع الذي لا يمكنها تحفيز الأخلاق بشكلٍ مناسبٍ على الإطلاق... نصل إلى استنتاجٍ مفاده أن أي مناشدةٍ إلى الله في هذا الصدد إما لا تضيف شيئًا على الإطلاق، أو تضيف شيئًا خاطئًا." وينتقد مراقبون آخرون الأخلاق الدينية باعتبارها غير متوافقةٍ مع الأعراف الاجتماعية الحديثة. على سبيل المثال، ذكر الملحد الشهير ريتشارد دوكينز ، في كتابه "وهم الإله"، أن المتدينين ارتكبوا مجموعةً واسعةً من الأفعال واعتنقوا معتقدات معينةٍ عبر التاريخ والتي نعتبرها الآن بغيضةً من الناحية الأخلاقية. وقد ذكر أن أدولف هتلر والنازيين اعتنقوا معتقدات دينية مسيحية واسعة النطاق ألهمت المحرقة بسبب العقيدة المسيحية المعادية للسامية، وأن المسيحيين فرضوا تقليديًا قيودًا غير عادلة على الحقوق القانونية والمدنية للمرأة، وأن المسيحيين تغاضوا عن العبودية بشكلٍ ما. أو الوصف طوال معظم تاريخ المسيحية.

## أنظر أيضًا
- نقد المسيحية § Ethics
- نقد الإسلام § Morality
- الأخلاقيات في الدين
- Morality without religion
- العلم والدين في البهائية